# Tonghe
För andra betydelser, se Tonghe (olika betydelser).
Tonghe är ett härad i Harbins stad på prefekturnivå i Heilongjiang-provinsen i norra Kina.
1. ↑  http://www.geohive.com/cntry/cn-23.aspx